# Resolució 2137 del Consell de Seguretat de les Nacions Unides
La Resolució 2137 del Consell de Seguretat de les Nacions Unides fou adoptada per unanimitat el 13 de febrer de 2014. El Consell va ampliar el mandat de l'Oficina de les Nacions Unides a Burundi (BNUB) fins al 31 de desembre de 2014, després de la qual cosa seria desplaçada per un equip de les Nacions Unides.

## Observacions
El Consell va acollir amb satisfacció els progressos realitzats per Burundi, però continuava preocupat per la llibertat d'expressió, la llibertat d'expressió, la llibertat d'associació i la llibertat de reunió dels partits de l'oposició a les eleccions de 2015. El respecte pels drets humans continuava sent un problema a pesar dels esforços del govern.
Burundi havia demanat que l'oficina de l'ONU al país fos substituïda per un equip al país i que també s'enviessin observadors per a les properes eleccions.

## Actes
El mandat de la BNUB es va ampliar fins al 31 de desembre de 2014. Es va demanar al secretari general que preparés una missió de vigilància que seria enviada després del final de la BNUB.
Es va demanar al govern de Burundi que adoptés altres mesures per aturar les violacions dels drets humans i cooperés, entre altres coses, en un comitè de veritat i reconciliació.